# Temporada 2018 del Campeonato Mundial de Rally
La temporada 2018 fue la edición 46.ª del Campeonato Mundial de Rally, campeonato de automovilismo reconocido por la Fédération Internationale de l'Automobile (FIA). Comenzó el 25 de enero, con el Rally de Montecarlo, y finalizó el 16 de noviembre, con el Rally de Australia. Por sexto año consecutivo, el certamen contó con sus campeonatos complementarios: WRC 2, WRC 3 y Mundial Júnior.
Sébastien Ogier y Julien Ingrassia comenzaron la temporada como los campeones defensores después de asegurarse su quinta corona consecutiva en el 73° Rally de Gales GB. Su equipo, M-Sport fue también el defensor en el campeonato de constructores. Ogier logró en la última cita de la temporada, Australia, revalidar el título y alcanzar así su sexto campeonato mundial. Por su parte Toyota se proclamó campeona del mundo de constructores. La última vez que la marca nipona alcanza el cetro mundial había sido en la temporada 1999. 
En el WRC 2 venció el checo Jan Kopecký con Skoda; en el WRC 3 lo hizo el italiano Enrico Brazzoli y en el campeonato júnior el sueco Emil Bergkvist.

## Calendario
El campeonato estaba programado para disputarse en trece rondas repartidas en Europa, América del Norte, América del Sur y Australia. Cinco pruebas fueron puntuables para el campeonato Júnior: Suecia, Córcega, Portugal, Finlandia y Turquía.
| Ronda   | Fecha            | Fecha            | Rally                                     | Superficie |
| Ronda   | Inicio           | Final            | Rally                                     | Superficie |
| ------- | ---------------- | ---------------- | ----------------------------------------- | ---------- |
| 1       | 25 de enero      | 28 de enero      | 86ème Rallye Automobile Monte-Carlo       | Mixto      |
| 2       | 16 de febrero    | 18 de febrero    | 66th Rally Sweden                         | Nieve      |
| 3       | 9 de marzo       | 11 de marzo      | 32.º Rally Guanajuato México              | Tierra     |
| 4       | 6 de abril       | 8 de abril       | 61ème Tour de Corse – Rallye de France    | Asfalto    |
| 5       | 27 de abril      | 29 de abril      | 38.º Rally Argentina                      | Tierra     |
| 6       | 18 de mayo       | 20 de mayo       | 52.º Rally de Portugal                    | Tierra     |
| 7       | 8 de junio       | 10 de junio      | 15.º Rally d'Italia Sardegna              | Tierra     |
| 8       | 27 de julio      | 29 de julio      | 68th Rally Finland                        | Tierra     |
| 9       | 17 de agosto     | 19 de agosto     | 36.º ADAC Rallye Deutschland              | Asfalto    |
| 10      | 14 de septiembre | 16 de septiembre | 11th Rally of Turkey                      | Tierra     |
| 11      | 5 de octubre     | 7 de octubre     | 74rd Wales Rally GB                       | Tierra     |
| 12      | 26 de octubre    | 28 de octubre    | 54.º Rally RACC Catalunya – Costa Daurada | Mixto      |
| 13      | 16 de noviembre  | 18 de noviembre  | 27th Rally Australia                      | Tierra     |
| Fuente: |                  |                  |                                           |            |

### Cambios en el calendario
El Rally de Polonia fue eliminado del calendario después de que la FIA en repetidas ocasiones expresara su preocupación por la seguridad del evento. La FIA había ordenado previamente una revisión de los estándares de seguridad antes del evento de 2017, amenazando con rescindir el rally si las condiciones no mejoraban. El evento fue reemplazado por el Rally de Turquía, que volvió al calendario por primera vez desde 2010. Anteriormente tenía su sede en Estambul, la cual se trasladará en esta ocasión a la ciudad costera de Marmaris, en la provincia de Muğla, con la ruta propuesta que corre a lo largo de la costa mediterránea.
Los rallys de Gran Bretaña y Cataluña intercambiaron lugares en el calendario, con el Rally de Catalunya convirtiéndose en la penúltima ronda del campeonato.

## Equipos y pilotos
| Equipos registrados en el campeonato de constructores    | Equipos registrados en el campeonato de constructores | Equipos registrados en el campeonato de constructores | Equipos registrados en el campeonato de constructores | Equipos registrados en el campeonato de constructores | Equipos registrados en el campeonato de constructores | Equipos registrados en el campeonato de constructores | Equipos registrados en el campeonato de constructores |
| Constructor                                              | Equipo                                                | Automóvil                                             | Neu.                                                  | N.º                                                   | Pilotos                                               | Copiloto                                              | Rondas                                                |
| -------------------------------------------------------- | ----------------------------------------------------- | ----------------------------------------------------- | ----------------------------------------------------- | ----------------------------------------------------- | ----------------------------------------------------- | ----------------------------------------------------- | ----------------------------------------------------- |
| M-Sport                                                  | M-Sport Ford WRT                                      | Ford Fiesta WRC                                       | M                                                     | 1                                                     | Sébastien Ogier                                       | Julien Ingrassia                                      | 1–13                                                  |
| M-Sport                                                  | M-Sport Ford WRT                                      | Ford Fiesta WRC                                       | M                                                     | 2                                                     | Elfyn Evans                                           | Daniel Barritt                                        | 1–3, 5–13                                             |
| M-Sport                                                  | M-Sport Ford WRT                                      | Ford Fiesta WRC                                       | M                                                     | 2                                                     | Elfyn Evans                                           | Phil Mills                                            | 4                                                     |
| M-Sport                                                  | M-Sport Ford WRT                                      | Ford Fiesta WRC                                       | M                                                     | 3                                                     | Bryan Bouffier                                        | Jérôme Degout                                         | 1, 4                                                  |
| M-Sport                                                  | M-Sport Ford WRT                                      | Ford Fiesta WRC                                       | M                                                     | 3                                                     | Teemu Suninen                                         | Mikko Markkula                                        | 2–3, 5–10                                             |
| Hyundai                                                  | Hyundai Shell Mobis WRT                               | Hyundai i20 Coupe WRC                                 | M                                                     | 4                                                     | Andreas Mikkelsen                                     | Anders Jæger                                          | 1–13                                                  |
| Hyundai                                                  | Hyundai Shell Mobis WRT                               | Hyundai i20 Coupe WRC                                 | M                                                     | 5                                                     | Thierry Neuville                                      | Nicolas Gilsoul                                       | 1–13                                                  |
| Hyundai                                                  | Hyundai Shell Mobis WRT                               | Hyundai i20 Coupe WRC                                 | M                                                     | 6                                                     | Dani Sordo                                            | Carlos del Barrio                                     | 1, 3–5, 9                                             |
| Hyundai                                                  | Hyundai Shell Mobis WRT                               | Hyundai i20 Coupe WRC                                 | M                                                     | 6                                                     | Hayden Paddon                                         | Sebastian Marshall                                    | 2, 6–8, 10                                            |
| Toyota                                                   | Toyota Gazoo Racing WRT                               | Toyota Yaris WRC                                      | M                                                     | 7                                                     | Jari-Matti Latvala                                    | Miikka Anttila                                        | 1–13                                                  |
| Toyota                                                   | Toyota Gazoo Racing WRT                               | Toyota Yaris WRC                                      | M                                                     | 8                                                     | Ott Tänak                                             | Martin Järveoja                                       | 1–13                                                  |
| Toyota                                                   | Toyota Gazoo Racing WRT                               | Toyota Yaris WRC                                      | M                                                     | 9                                                     | Esapekka Lappi                                        | Janne Ferm                                            | 1–13                                                  |
| Citroën                                                  | Citroën Total Abu Dhabi WRT                           | Citroën C3 WRC                                        | M                                                     | 10                                                    | Kris Meeke                                            | Paul Nagle                                            | 1–6                                                   |
| Citroën                                                  | Citroën Total Abu Dhabi WRT                           | Citroën C3 WRC                                        | M                                                     | 10                                                    | Mads Østberg                                          | Torstein Eriksen                                      | 8–10                                                  |
| Citroën                                                  | Citroën Total Abu Dhabi WRT                           | Citroën C3 WRC                                        | M                                                     | 12                                                    | Mads Østberg                                          | Torstein Eriksen                                      | 2, 6–7                                                |
| Citroën                                                  | Citroën Total Abu Dhabi WRT                           | Citroën C3 WRC                                        | M                                                     | 12                                                    | Khalid Al-Qassimi                                     | Chris Patterson                                       | 5, 8 ,10                                              |
| Citroën                                                  | Citroën Total Abu Dhabi WRT                           | Citroën C3 WRC                                        | M                                                     | 11                                                    | Craig Breen                                           | Scott Martin                                          | 1–2, 5–10                                             |
| Citroën                                                  | Citroën Total Abu Dhabi WRT                           | Citroën C3 WRC                                        | M                                                     | 11                                                    | Sébastien Loeb                                        | Daniel Elena                                          | 3–4                                                   |
| Equipos no registrados en el campeonato de constructores |                                                       |                                                       |                                                       |                                                       |                                                       |                                                       |                                                       |
| Citroën                                                  | Marijan Griebel                                       | Citroën DS3 WRC                                       | M                                                     | 22                                                    | Marijan Griebel                                       | Alexander Rath                                        | 9                                                     |
| Citroën                                                  | Cyrille Feraud                                        | Citroën DS3 WRC                                       | DM                                                    | 24                                                    | Cyrille Feraud                                        | Aymeric Duschemin                                     | 7                                                     |
| Citroën                                                  | Mauro Miele                                           | Citroën DS3 WRC                                       | M                                                     | 81                                                    | Mauro Miele                                           | Luca Beltrame                                         | 4                                                     |
| Ford                                                     | M-Sport Ford WRT                                      | Ford Fiesta WRC                                       | M                                                     | 21                                                    | Jourdan Serderidis                                    | Frédéric Miclotte                                     | 9                                                     |
| Ford                                                     | Henning Solberg                                       | Ford Fiesta WRC                                       | M                                                     | 14                                                    | Henning Solberg                                       | Cato Menkerud                                         | 2                                                     |
| Ford                                                     | Manuel Villa                                          | Ford Fiesta RS WRC                                    | DM                                                    | 18                                                    | Manuel Villa                                          | Daniele Michi                                         | 1                                                     |
| Ford                                                     | Yazeed Racing                                         | Ford Fiesta RS WRC                                    | M                                                     | 21                                                    | Yazeed Al Rajhi                                       | Michael Orr                                           | 2, 6, 10                                              |
| Ford                                                     | Yazeed Racing                                         | Ford Fiesta RS WRC                                    | M                                                     | 22                                                    | Yazeed Al Rajhi                                       | Michael Orr                                           | 7                                                     |
| Ford                                                     | MP-Sports                                             | Ford Fiesta RS WRC                                    | DM                                                    | 21                                                    | Martin Prokop                                         | Jan Tománek                                           | 7                                                     |
| Ford                                                     | "Piano"                                               | Ford Fiesta RS WRC                                    | DM                                                    | 23                                                    | "Piano"                                               | Jean-François Pergola                                 | 7                                                     |
| Ford                                                     | Armando Pereira                                       | Ford Fiesta RS WRC                                    | P                                                     | 82                                                    | Armando Pereira                                       | Rémi Tutélaire                                        | 4                                                     |
| Ford                                                     | Alain Vauthier                                        | Ford Fiesta RS WRC                                    | M                                                     | 83                                                    | Alain Vauthier                                        | Stevie Nollet                                         | 4                                                     |
| Hyundai                                                  | Hyundai Shell Mobis WRT                               | Hyundai i20 Coupe WRC                                 | M                                                     | 16                                                    | Dani Sordo                                            | Carlos del Barrio                                     | 6                                                     |
| Fuente:                                                  |                                                       |                                                       |                                                       |                                                       |                                                       |                                                       |                                                       |

### Cambios en los equipos
- Citroën reduce con respecto al año anterior, su participación a dos los vehículos que competirán en todas las pruebas del calendario, mientras que un tercer solo lo hará en algunas pruebas.[22] Al mismo tiempo, el C3 WRC está disponible para los participantes de equipos no registrados. Los autos se arrendarán a los conductores, pero su operación correrá a cargo de PH Sport, lo que permitirá a Citroën retener el control sobre los autos.[35]
- El proveedor de neumáticos DMACK redujo su participación en el campeonato, al apoyar a los autos del Campeonato Mundial de Rally 2.[36] La compañía había apoyado previamente a su propio equipo homónimo antes de convertirse en proveedor y patrocinador del tercer auto de M-Sport en 2017.

### Novedades en los equipos
- Andreas Mikkelsen y Anders Jæger están inscriptos para volver a competir por toda la temporada con Hyundai Motorsport.[10][11] Mikkelsen y Jæger, que se quedaron sin un asiento a finales de 2016 después de la retirada de Volkswagen Motorsport del deporte, disputaron algunas competencias del campeonato de 2017 para Citroën y Hyundai antes de unirse al equipo para 2018.
- Stéphane Lefebvre dejó el campeonato para disputar el Campeonato Mundial de Rally 2 con un R5 del C3 WRC.[22]
- Los nueve veces campeones del mundo Sébastien Loeb y Daniel Elena volverán al Campeonato Mundial de Rally con Citroën.[21][22] Competirán en algunas carreras del campeonato, permitiendo a Loeb competir en el Rally Dakar y el Campeonato Mundial de Rallycross.[37] Loeb había sido previamente alistado por el equipo para ayudar con el desarrollo del C3 WRC, particularmente en superficies sueltas, después de que Citroën sufriera una difícil campaña en 2017.
- Ott Tänak y Martin Järveoja dejan M-Sport para unirse a Toyota, donde reemplazarán a Juho Hänninen y Kaj Lindström.[17] Hänninen y Lindström permanecerán con el equipo, con Hänninen asumiendo el rol de piloto de pruebas y Lindström uniéndose a la gerencia del equipo.
- Dani Sordo cambió a su copiloto, poniendo fin a su asociación de cuatro años con Marc Martí. Sordo se reunirá con Carlos del Barrio, quien previamente condujo con Sordo en 2013.[14]

## Resultados y estadísticas

### Resultados de rallys
| Ronda | Evento                                    | Piloto ganador     | Copiloto ganador | Equipo ganador           | Tiempo    | Resultados |
| ----- | ----------------------------------------- | ------------------ | ---------------- | ------------------------ | --------- | ---------- |
| 1     | 86ème Rallye Automobile Monte-Carlo       | Sébastien Ogier    | Julien Ingrassia | M-Sport Ford WRT         | 4:18:55.5 | Resultados |
| 2     | 66th Rally Sweden                         | Thierry Neuville   | Nicolas Gilsoul  | Hyundai Shell Mobis WRT  | 2:52:13.1 | Resultados |
| 3     | 32.º Rally Guanajuato México              | Sébastien Ogier    | Julien Ingrassia | M-Sport Ford WRT         | 3:53:58.0 | Resultados |
| 4     | 61ème Tour de Corse – Rallye de France    | Sébastien Ogier    | Julien Ingrassia | M-Sport Ford WRT         | 3:26:52.7 | Resultados |
| 5     | 38.º Rally Argentina                      | Ott Tänak          | Martin Järveoja  | Toyota Gazoo Racing WRT  | 3:43:28.9 | Resultados |
| 6     | 52.º Rally de Portugal                    | Thierry Neuville   | Nicolas Gilsoul  | Hyundai Shell Mobis WRT  | 3:49:46.6 | Resultados |
| 7     | 15.º Rally d'Italia Sardegna              | Thierry Neuville   | Nicolas Gilsoul  | Hyundai Shell Mobis WRT  | 3:29:18.7 | Resultados |
| 8     | 68th Rally Finland                        | Ott Tänak          | Martin Järveoja  | Toyota Gazoo Racing WRT  | 2:35:18.1 | Resultados |
| 9     | 36.º ADAC Rallye Deutschland              | Ott Tänak          | Martin Järveoja  | Toyota Gazoo Racing WRT  | 3:03:36.9 | Resultados |
| 10    | 11th Rally of Turkey                      | Ott Tänak          | Martin Järveoja  | Toyota Gazoo Racing WRT  | 3:59:24.5 | Resultados |
| 11    | 74rd Wales Rally GB                       | Sébastien Ogier    | Julien Ingrassia | M-Sport Ford WRT         | 3:06:12.5 | Resultados |
| 12    | 54.º Rally RACC Catalunya – Costa Daurada | Sébastien Loeb     | Daniel Elena     | Citroën World Rally Team | 3:12:08.0 | Resultados |
| 13    | 27th Rally Australia                      | Jari-Matti Latvala | Miikka Anttila   | Toyota Gazoo Racing WRT  | 2:59:52.0 | Resultados |

### Campeonato Mundial de Rally de la FIA de pilotos
Se otorgan puntos a los diez primeros clasificados. También hay cinco puntos de bonificación otorgados al ganador de la Power Stage, cuatro puntos para el segundo lugar, tres para el tercero, dos para el cuarto y uno para el quinto.
| Posición    | 1º | 2º | 3º | 4º | 5º | 6º | 7º | 8º | 9º | 10º |
| Puntos      | 25 | 18 | 15 | 12 | 10 | 8  | 6  | 4  | 2  | 1   |
| Power stage | 5  | 4  | 3  | 2  | 1  |    |    |    |    |     |

| Pos. | Piloto             | MON | SWE | MEX | FRA | ARG | POR | ITA | FIN | GER | TUR | GBR | ESP | AUS | Puntos |
| ---- | ------------------ | --- | --- | --- | --- | --- | --- | --- | --- | --- | --- | --- | --- | --- | ------ |
| 1.   | Sébastien Ogier    | 15  | 102 | 1   | 13  | 42  | Ret | 2   | 5   | 41  | 102 | 13  | 2   | 5   | 219    |
| 2.   | Thierry Neuville   | 52  | 14  | 63  | 3   | 21  | 12  | 1   | 94  | 25  | 161 | 54  | 4   | Ret | 201    |
| 3.   | Ott Tänak          | 2   | 95  | 141 | 25  | 14  | Ret | 93  | 1   | 12  | 13  | 192 | 61  | Ret | 181    |
| 4.   | Jari-Matti Latvala | 34  | 7   | 82  | Ret | Ret | 24  | 7   | 3   | Ret | 24  | 21  | 8   | 15  | 128    |
| 5.   | Esapekka Lappi     | 7   | 41  | 11  | 61  | 8   | 51  | 3   | Ret | 3   | Ret | 35  | 7   | 4   | 126    |
| 6.   | Andreas Mikkelsen  | 133 | 3   | 4   | 7   | 53  | 16  | 184 | 10  | 6   | 5   | 6   | 10  | 11  | 84     |
| 7.   | Elfyn Evans        | 6   | 14  | Ret | 5   | 6   | 25  | 145 | 7   | 25  | 125 | 20  | 34  | 6   | 80     |
| 8.   | Hayden Paddon      |     | 5   |     |     |     | Ret | 4   | 4   |     | 3   | 7   |     | 2   | 73     |
| 9.   | Dani Sordo         | Ret |     | 2   | 4   | 3   | 43  |     |     | Ret |     |     | 5   |     | 71     |
| 10.  | Mads Østberg       |     | 6   |     |     |     | 6   | 5   | 2   | Ret | 23  | 8   |     | 3   | 70     |
| 11.  | Craig Breen        | 9   | 2   |     |     | Ret | 7   | 6   | 85  | 74  | Ret | 4   | 9   | 7   | 67     |
| 12.  | Teemu Suninen      | 18  | 8   | 12  |     | 9   | 34  | 10  | 6   | 5   | 4   | Ret | 11  | Ret | 54     |
| 13.  | Sébastien Loeb     |     |     | 5   | 142 |     |     |     |     |     |     |     | 13  |     | 43     |
| 14.  | Kris Meeke         | 41  | Ret | 3   | 94  | 75  | Ret | WD  |     |     |     |     |     |     | 43     |
| 15.  | Jan Kopecký        | 10  |     |     | 8   |     |     | 8   |     | 9   | 7   |     | 13  |     | 17     |
| 16.  | Pontus Tidemand    |     | 12  | 7   |     | 10  | 8   |     |     |     | Ret | 10  |     |     | 12     |
| 17.  | Henning Solberg    |     | 19  |     |     |     |     |     |     |     | 6   |     | 17  |     | 8      |
| 18.  | Simone Tempestini  |     |     |     |     |     | 36  | Ret | 36  | 20  | 8   | 15  | 22  |     | 4      |
| 19.  | Bryan Bouffier     | 8   |     |     | Ret |     |     |     |     |     |     |     |     |     | 4      |
| 20.  | Alberto Heller     |     |     |     |     | Ret |     |     |     |     |     |     |     | 8   | 4      |
| 21.  | Marijan Griebel    |     |     |     |     |     |     |     |     | 8   |     |     |     |     | 4      |
| 22   | Kalle Rovanperä    | 11  |     | 15  |     | Ret |     |     | 14  | 10  |     | 9   | 12  |     | 3      |
| 23.  | Gus Greensmith     | Ret |     | 9   | 13  | 12  | 18  |     | 13  | Ret | Ret | 11  |     |     | 2      |
| 24.  | Łukasz Pieniążek   |     | 38  |     | 15  |     | 9   | 16  | Ret | 14  |     | 14  | 31  |     | 2      |
| 25.  | Chris Ingram       |     |     |     |     |     |     |     |     |     | 9   | 34  |     |     | 2      |
| 26.  | Steve Glenney      |     |     |     |     |     |     |     |     |     |     |     |     | 9   | 2      |
| 27.  | Pedro Heller       |     |     | 10  |     | 15  | 20  |     |     |     | 13  |     |     | Ret | 1      |
| 28.  | Yoann Bonato       | 15  |     |     | 10  |     |     |     |     | 26  |     |     |     |     | 1      |
| 29.  | Stéphane Lefebvre  |     |     |     | Ret |     | 10  | 24  | 44  | 16  |     | 13  | 30  |     | 1      |
| 30.  | Jourdan Serderidis |     |     |     |     |     |     |     |     | 18  |     |     |     | 10  | 1      |
| Pos. | Piloto             | MON | SWE | MEX | FRA | ARG | POR | ITA | FIN | GER | TUR | GBR | ESP | AUS | Puntos |

| Color     | Resultado                                              |
| Oro       | Ganador                                                |
| Plata     | 2.ª plaza                                              |
| Bronce    | 3.ª plaza                                              |
| Verde     | Finalizó, en los puntos                                |
| Azul      | Finalizó, sin puntos                                   |
| Violeta   | No terminó (Ret)                                       |
| Negro     | Descalificado (DES)                                    |
| Blanco    | No empezó (DNS)                                        |
| Blanco    | Excluido (EX)                                          |
| Blanco    | Lesionado (LES)                                        |
| Sin color | No participó                                           |
| x1        | Indica posición de la Power stage                      |
| (x)       | Entre paréntesis, puntos no computables para el total. |

### Campeonato Mundial de Rally de la FIA de copilotos
| Pos. | Piloto                 | MON | SWE | MEX | FRA | ARG | POR | ITA | FIN | GER | TUR | GBR | ESP | AUS | Puntos |
| ---- | ---------------------- | --- | --- | --- | --- | --- | --- | --- | --- | --- | --- | --- | --- | --- | ------ |
| 1.   | Julien Ingrassia       | 15  | 102 | 1   | 13  | 42  | Ret | 2   | 5   | 41  | 102 | 13  | 2   | 51  | 219    |
| 2.   | Nicolas Gilsoul        | 52  | 14  | 63  | 3   | 21  | 12  | 1   | 94  | 25  | 161 | 54  | 4   | Ret | 201    |
| 3.   | Martin Järveoja        | 2   | 95  | 141 | 25  | 14  | Ret | 93  | 1   | 12  | 13  | 192 | 61  | Ret | 181    |
| 4.   | Miikka Anttila         | 34  | 7   | 82  | Ret | Ret | 24  | 7   | 3   | Ret | 24  | 21  | 8   | 15  | 128    |
| 5.   | Janne Ferm             | 7   | 41  | 11  | 61  | 8   | 51  | 3   | Ret | 3   | Ret | 35  | 7   | 42  | 126    |
| 6.   | Anders Jæger-Synnevaag | 133 | 3   | 4   | 7   | 53  | 16  | 184 | 10  | 6   | 5   | 6   | 10  | 11  | 84     |
| 7.   | Sebastian Marshall     |     | 5   |     |     |     | Ret | 4   | 4   |     | 3   | 7   |     | 2   | 73     |
| 8.   | Carlos del Barrio      | Ret |     | 2   | 4   | 3   | 43  |     |     | Ret |     |     | 5   |     | 71     |
| 9.   | Torstein Eriksen       |     | 6   |     |     |     | 6   | 5   | 2   | Ret | 23  | 8   |     | 3   | 70     |
| 10.  | Daniel Barritt         | 6   | 14  | Ret |     | 6   | 25  | 145 | 7   | 25  | 125 | 20  | 34  | 64  | 70     |
| 11.  | Scott Martin           | 9   | 2   |     |     | Ret | 7   | 6   | 85  | 74  | Ret | 4   | 9   | 7   | 67     |
| 12.  | Mikko Markkula         | 18  | 8   | 12  |     | 9   | 34  | 10  | 6   | 5   | 4   | Ret | 11  | Ret | 54     |
| 13.  | Daniel Elena           |     |     | 5   | 142 |     |     |     |     |     |     |     | 13  |     | 43     |
| 14.  | Paul Nagle             | 41  | Ret | 3   | 94  | 75  | Ret | WD  |     |     |     |     |     |     | 43     |
| 15.  | Pavel Dresler          | 10  |     |     | 8   |     |     | 8   |     | 9   | 7   |     | 13  |     | 17     |
| 16.  | Jonas Andersson        |     | 12  | 7   |     | 10  | 8   |     |     |     | Ret | 10  |     |     | 12     |
| 17.  | Phil Mills             |     |     |     | 5   |     |     |     |     |     |     |     |     |     | 10     |
| 18.  | Ilka Minor-Petrasko    |     |     |     |     |     |     |     |     |     | 6   |     | 17  |     | 8      |
| 19.  | Sergiu Itu             |     |     |     |     |     | 36  | Ret | 36  | 20  | 8   | 15  | 22  |     | 4      |
| 20.  | Xavier Panseri         | 8   |     |     | Ret |     |     |     |     |     |     |     |     |     | 4      |
| 21.  | José Diaz              |     |     |     |     |     |     |     |     | Ret |     |     |     | 8   | 4      |
| 22.  | Alexander Rath         |     |     |     |     |     |     |     |     | 8   |     |     |     |     | 4      |
| 23.  | Jonne Halttunen        | 11  |     | 15  |     | Ret |     |     | 14  | 10  |     | 9   | 12  |     | 3      |
| 24.  | Craig Parry            | Ret |     | 9   | 13  | 12  | 18  |     | 13  |     |     |     |     |     | 2      |
| 25.  | Przemysław Mazur       |     | 38  |     | 15  |     | 9   | 16  | Ret | 14  |     | 14  | 31  |     | 2      |
| 26.  | Ross Whittock          |     |     |     |     |     |     |     |     |     | 9   | 34  |     |     | 2      |
| 27.  | Andrew Sarandis        |     |     |     |     |     |     |     |     |     |     |     |     | 9   | 2      |
| 28.  | Pablo Olmos            |     |     | 10  |     | 15  | 20  |     |     |     | 13  |     |     | Ret | 1      |
| 29.  | Benjamin Boulloud      | 15  |     |     | 10  |     |     |     |     | 26  |     |     |     |     | 1      |
| 30.  | Gabin Moreau           |     |     |     | Ret |     | 10  | 24  | 44  | 16  |     | 13  | 30  |     | 1      |
| 31.  | Lara Vanneste          |     |     |     |     |     |     |     |     |     |     |     |     | 10  | 1      |
| Pos. | Piloto                 | MON | SWE | MEX | FRA | ARG | POR | ITA | FIN | GER | TUR | GBR | ESP | AUS | Puntos |

| Color     | Resultado                                              |
| Oro       | Ganador                                                |
| Plata     | 2.ª plaza                                              |
| Bronce    | 3.ª plaza                                              |
| Verde     | Finalizó, en los puntos                                |
| Azul      | Finalizó, sin puntos                                   |
| Violeta   | No terminó (Ret)                                       |
| Negro     | Descalificado (DES)                                    |
| Blanco    | No empezó (DNS)                                        |
| Blanco    | Excluido (EX)                                          |
| Blanco    | Lesionado (LES)                                        |
| Sin color | No participó                                           |
| x1        | Indica posición de la Power stage                      |
| (x)       | Entre paréntesis, puntos no computables para el total. |

### Campeonato Mundial de Rally de la FIA de constructores
| Pos. | Equipo                      | N.º | MON | SWE | MEX | FRA | ARG | POR | ITA | FIN | GER | TUR | GBR | ESP | AUS | Puntos |
| ---- | --------------------------- | --- | --- | --- | --- | --- | --- | --- | --- | --- | --- | --- | --- | --- | --- | ------ |
| 1    | Toyota Gazoo Racing WRT     | 7   | 3   | 6   | 6   | Ret | Ret | 8   | 7   | 3   | Ret | 2   | 2   | NC  | 1   | 368    |
| 1    | Toyota Gazoo Racing WRT     | 8   | 2   | NC  | NC  | 2   | 1   | Ret | NC  | 1   | 1   | 1   | NC  | 6   | Ret | 368    |
| 1    | Toyota Gazoo Racing WRT     | 9   | NC  | 4   | 7   | 6   | 7   | 4   | 3   | Ret | 3   | Ret | 3   | 7   | 4   | 368    |
| 2    | Hyundai Shell Mobis WRT     | 4   | 8   | 3   | 4   | NC  | NC  | 7   | NC  | NC  | 6   | 5   | 6   | NC  | 8   | 341    |
| 2    | Hyundai Shell Mobis WRT     | 5   | 5   | 1   | NC  | 3   | 2   | 1   | 1   | 8   | 2   | NC  | 5   | 4   | Ret | 341    |
| 2    | Hyundai Shell Mobis WRT     | 6   | Ret | NC  | 2   | 4   | 3   | Ret | 4   | 4   | Ret | 3   | NC  | 5   | 2   | 341    |
| 3    | M-Sport Ford WRT            | 1   | 1   | 8   | 1   | 1   | 4   | Ret | 2   | 5   | 4   | 6   | 1   | 2   | 5   | 324    |
| 3    | M-Sport Ford WRT            | 2   | 6   | NC  | Ret | 5   | 5   | 2   | NC  | NC  | NC  | NC  | 8   | 3   | 6   | 324    |
| 3    | M-Sport Ford WRT            | 3   | NC  | 7   | 8   | Ret | NC  | 3   | 8   | 6   | 5   | 4   | Ret | NC  | Ret | 324    |
| 4    | Citroën Total Abu Dhabi WRT | 10  | 4   | Ret | 3   | 7   | 6   | Ret | WD  | 2   | Ret | 8   | 7   | 1   | 3   | 237    |
| 4    | Citroën Total Abu Dhabi WRT | 11  | 7   | 2   | 5   | 8   | Ret | 6   | 6   | 7   | 7   | Ret | 4   | 8   | 7   | 237    |
| 4    | Citroën Total Abu Dhabi WRT | 12  |     | 5   |     |     | 8   | 5   | 5   | NC  |     | 7   |     | NC  |     | 237    |
| Pos. | Equipo                      | N.º | MON | SWE | MEX | FRA | ARG | POR | ITA | FIN | GER | TUR | GBR | ESP | AUS | Puntos |

### WRC 2
| Pos. | Piloto                  | MON | SWE | MEX | FRA | ARG | POR | ITA | FIN | GER | TUR | GBR | ESP | AUS | Puntos |
| ---- | ----------------------- | --- | --- | --- | --- | --- | --- | --- | --- | --- | --- | --- | --- | --- | ------ |
| 1    | Jan Kopecký             | 1   |     |     | 1   |     |     | 1   |     | 1   | 1   |     | 2   |     | 143    |
| 2    | Pontus Tidemand         |     | 2   | 1   |     | 1   | 1   |     |     |     | Ret | 2   |     |     | 111    |
| 3    | Kalle Rovanperä         |     |     | 5   |     | Ret |     |     | 4   | 2   |     | 1   | 1   |     | 90     |
| 4    | Gus Greensmith          |     |     | 2   |     | 2   | 8   |     | 3   | Ret | Ret | 3   |     |     | 70     |
| 5    | Łukasz Pieniążek        |     | 9   |     | 5   |     | 2   | 5   |     | 6   |     | 6   | 16  |     | 56     |
| 6    | Fabio Andolfi           |     |     |     | 3   |     | 15  | 4   | 8   | 3   |     | 8   | 8   |     | 54     |
| 7    | Ole Christian Veiby     |     | 3   |     | 4   |     |     | 2   | Ret |     |     | 11  | 9   |     | 47     |
| 8    | Jari Huttunen           |     | 6   | 6   |     |     | 12  |     | 2   | 12  |     | 4   | 11  |     | 46     |
| 9    | Pedro Heller            |     |     | 3   |     | 3   | 10  |     |     |     | 5   |     |     | Ret | 41     |
| 10   | Kajetan Kajetanowicz    |     |     |     |     |     |     | 7   |     | 5   | 4   |     | 4   |     | 40     |
| 11   | Pierre-Louis Loubet     |     |     |     | 6   |     | 4   | Ret | 5   | Ret |     | Ret | 7   |     | 36     |
| 12   | Nil Solans              |     |     | 7   | 7   | 5   | 9   |     |     | Ret |     | 13  | 5   |     | 34     |
| 13   | Stéphane Lefebvre       |     |     |     | Ret |     | 3   | 8   | 13  | 8   |     | 5   | 15  |     | 33     |
| 14   | Takamoto Katsuta        |     | 1   |     | 8   |     | 13  | Ret | Ret |     |     |     | 12  |     | 29     |
| 15   | Simone Tempestini       |     |     |     |     |     | 16  | Ret | 9   | 10  | 2   | 7   | 10  |     | 28     |
| 16   | Eerik Pietarinen        |     |     |     |     |     |     |     | 1   |     |     |     |     |     | 25     |
| 17   | Alberto Heller          |     |     |     |     | Ret |     |     |     |     |     |     |     | 1   | 25     |
| 18   | Hiroki Arai             |     | 7   |     | 9   |     | 5   | Ret | 7   |     |     |     |     |     | 24     |
| 19   | Benito Guerra           |     |     | DNS |     |     | 7   | 6   | 6   | 9   |     |     |     |     | 24     |
| 20   | Nicolas Ciamin          |     |     |     | Ret |     |     | 3   | Ret | 7   |     |     |     |     | 21     |
| 21   | Yoann Bonato            |     |     |     | 2   |     |     |     |     | 11  |     |     |     |     | 18     |
| 22   | Gianluca Linari         |     | 12  |     |     |     |     |     |     |     |     |     |     | 2   | 18     |
| 23   | Eddie Sciessere         | 2   |     |     |     |     |     |     |     | WD  |     |     |     |     | 18     |
| 24   | Chris Ingram            |     |     |     |     |     |     |     |     |     | 3   | 12  |     |     | 15     |
| 25   | Teemu Suninen           | 3   |     |     |     |     |     |     |     |     |     |     |     |     | 15     |
| 26   | Petter Solberg          |     |     |     |     |     |     |     |     |     |     |     | 3   |     | 15     |
| 27   | Marco Bulacia Wilkinson |     |     | 4   |     | Ret |     |     |     |     |     | 9   | 18  |     | 14     |
| 28   | Guillaume de Mevius     | 4   |     |     | WD  |     |     |     |     |     |     |     |     |     | 12     |
| 29   | Mattias Adielsson       |     | 4   |     |     |     |     |     |     |     |     |     |     |     | 12     |
| 30   | Diego Domínguez         |     |     |     |     | 4   |     |     |     |     |     |     |     |     | 12     |
| 31   | Fabian Kreim            |     |     |     |     |     |     |     |     | 4   |     |     |     |     | 12     |
| 32   | Janne Tuohino           |     | 5   |     |     |     |     |     |     |     |     |     |     |     | 10     |
| 33   | Juuso Nordgren          |     |     |     |     |     | 6   |     |     |     |     |     |     |     | 8      |
| 34   | Burak Cukurova          |     |     |     |     |     |     |     |     |     | 6   |     |     |     | 8      |
| 35   | Henning Solberg         |     |     |     |     |     |     |     |     |     |     |     | 6   |     | 8      |
| 36   | Diogo Salvi             |     |     |     |     |     |     |     |     |     | 7   |     |     |     | 6      |
| 37   | Lars Stugemo            |     | 8   |     |     |     |     |     | 12  |     |     |     |     |     | 4      |
| 38   | Bora Manyera            |     |     |     |     |     |     |     |     |     | 8   |     |     |     | 4      |
| 39   | Erkan Güral             |     |     |     |     |     |     |     |     |     | 9   |     |     |     | 2      |
| 40   | Murat Bostanci          |     |     |     |     |     | 11  |     | 10  |     | Ret |     |     |     | 1      |
| 41   | Eric Camilli            | Ret |     |     |     |     |     |     |     | Ret |     | 10  | 17  |     | 1      |
| 42   | Jarmo Berg              |     | 10  |     |     |     |     |     |     |     |     |     |     |     | 1      |
| 43   | Georgios Vassilakis     |     |     |     |     |     |     |     |     |     | 10  |     |     |     | 1      |

### WRC 3
| Pos. | Piloto                   | MON | SWE | MEX | FRA | ARG | POR | ITA | FIN | GER | TUR | GBR | ESP | AUS | Puntos |
| ---- | ------------------------ | --- | --- | --- | --- | --- | --- | --- | --- | --- | --- | --- | --- | --- | ------ |
| 1    | Enrico Brazzoli          | 1   |     |     |     |     |     | 4   |     | 2   |     | 2   | 1   | Ret | 98     |
| 2    | Taisko Lario             | 3   | 8   |     |     |     |     | 2   | 7   | 1   |     | 3   | 2   |     | 97     |
| 3    | Emil Bergkvist           |     | 2   |     | 3   |     | 5   |     | 2   |     | 1   |     |     |     | 86     |
| 4    | Denis Rådström           |     | 1   |     | 4   |     | 1   |     | Ret |     | 2   |     |     |     | 80     |
| 5    | Jean-Baptiste Franceschi | Ret | 4   |     | 1   |     | 9   | 1   | 3   |     | Ret |     |     |     | 79     |
| 6    | Louise Cook              |     |     |     |     |     |     | 3   | DNS | 3   | 9   | 4   | 3   | WD  | 59     |
| 7    | Tom Williams             |     | 12  | Ret | 11  |     | 7   |     | 6   |     | 6   | 1   |     |     | 47     |
| 8    | Callum Devine            |     | 7   |     | 5   |     | Ret |     | 5   |     | 4   |     |     |     | 38     |
| 9    | Ken Torn                 |     | 14  |     | 6   |     | Ret |     | 1   |     | Ret |     |     |     | 33     |
| 10   | Julius Tannert           |     | 3   |     | 9   |     | 10  |     | 4   |     | Ret |     |     |     | 30     |
| 11   | Bugra Banaz              |     |     |     | 8   |     | 4   |     | 8   |     | 5   |     |     |     | 30     |
| 12   | Terry Folb               |     | 5   |     | 2   |     | Ret |     | 13  | WD  |     |     |     |     | 28     |
| 13   | Enrico Oldrati           |     | Ret |     | 12  |     | 2   |     | 9   |     | 8   |     |     |     | 24     |
| 14   | David Holder             |     | 11  |     | 15  |     | 3   |     | 10  |     | 7   |     |     |     | 22     |
| 15   | Amaury Molle             | 2   |     |     | 14  |     |     |     |     |     |     |     | WD  |     | 18     |
| 16   | Emilio Fernández         |     | 9   |     | 10  |     | 11  |     | 15  |     | 3   |     |     |     | 18     |
| 17   | Luca Bottarelli          |     | 10  |     | 7   |     | 6   |     | 12  |     | WD  |     |     |     | 15     |
| 18   | Yuriy Protasov           |     | 6   |     |     |     |     |     |     |     |     |     |     |     | 8      |
| 19   | Umberto Accornero        |     |     |     | 13  |     | 8   |     | 11  |     |     |     |     |     | 4      |

### Campeonato Júnior
| Pos. | Pilotos                  | SWE  | FRA | POR   | FIN   | TUR   | Puntos |
| ---- | ------------------------ | ---- | --- | ----- | ----- | ----- | ------ |
| 1    | Emil Bergkvist           | 2+5  | 3   | 5+10  | 2+12  | 1     | 128    |
| 2    | Dennis Rådström          | 1+9  | 4   | 1+3   | Ret   | 2     | 110    |
| 3    | Jean-Baptiste Franceschi | 4    | 1+8 | 9     | 3     | Ret+7 | 69     |
| 4    | Callum Devine            | 6    | 5   | Ret   | 5     | 4+2   | 54     |
| 5    | Ken Torn                 | 12+4 | 6   | Ret+3 | 1+9   | Ret+3 | 52     |
| 6    | Bugra Banaz              |      | 8   | 4     | 7     | 5     | 42     |
| 7    | Emilio Fernández         | 7+1  | 10  | 11    | 13    | 3     | 38     |
| 8    | Julius Tannert           | 3    | 9   | 10+1  | 4     | Ret+2 | 33     |
| 9    | David Holder             | 9    | 14  | 3     | 9     | 7+2   | 33     |
| 10   | Tom Williams             | 10   | 11  | 7     | 6     | 6     | 31     |
| 11   | Terry Folb               | 5    | 2+2 |       |       |       | 30     |
| 12   | Enrico Oldrati           | Ret  |     | 2     | 8     | 8     | 30     |
| 13   | Luca Bottarelli          | 8    | 7+1 | 6+1   |       |       | 20     |
| 14   | Umberto Accornero        |      |     | 8     | 10    |       | 5      |
| 15   | Henri Hokkala            |      |     |       | Ret+2 |       | 2      |
| 16   | Theo Chalal              | 11   |     |       |       |       | 0      |
| 17   | Ralfs Sirmacis           | DNS  |     |       |       |       | 0      |